# خرومنا
خرومنا (به لهستانی:  Chromna) یک روستا در لهستان است که در گمینا زبوچن واقع شده‌است. خرومنا ۱۴۰ نفر جمعیت دارد.